# Leo Seltzer
Pour les articles homonymes, voir Seltzer.
Leo A. Seltzer surnommé « Bromo », né le 5 avril 1903 et décédé le 30 janvier 1978, est généralement crédité comme étant le créateur du roller derby, et fut le fondateur et chef de la ligue originelle de roller derby à partir de 1935 jusqu’à ce que son fils Jerry Seltzer prenne la suite en 1958.

## Début de sa vie
Seltzer est né à Helena, au Montana, le 5 avril 1903.
Quand il était un jeune adulte, Seltzer a été dans le domaine de la distribution de films cinématographiques avec la société cinématographique Universal. Ceci l’a finalement amené à posséder une chaîne de salles de cinéma qui officie dans l’Oregon.
En 1929, après avoir observé la popularité des marathons de danse à la suite de remises des prix chez les concurrents hors du travail et les spectateurs, Seltzer cherche à capitaliser sur la tendance. En 1931, il a aidé à organiser et à promouvoir le « marchethon », qui à cette époque était un autre nom pour les marathons de danse. Son premier marathon de marche a eu lieu à Denver dans le Colorado, avec plus de vingt-deux participants, puis, dans le parc d'attractions Lotus Isle à Portland, Oregon. Il a rapporté 2 millions de dollars avant de se retirer, citant que les évènements étaient devenus « vulgaire ».
Leo Seltzer déménage avec sa famille à Chicago en 1933, et commence à organiser des évènements au Chicago Coliseum, une structure aux allures de forteresse.

## Naissance du roller derby
Au début de l’année 1935, Leo lu un article dans le magazine Literary Digest où il est dit que 93 % des Américains ont patiné à un moment ou un autre au cours de leur vie. Après une discussion de l’article avec ses amis au Ricketts (un restaurant à Chicago), Seltzer a été mis au défi de trouver un sport utilisant les patins à roulettes.
Les courses de vélos et les marathons de danse étaient très populaires à l’époque, et dans les décennies précédentes, il avait réussi à organiser des courses d’endurance de roller de 24 heures à plusieurs jours de patinage, qui a été appelé dans la presse un roller derby.
Seltzer a commencé à griffonner des idées sur la nappe, l’intégration de ces formes populaires de divertissement ayant pour thème le roller. Le 13 août 1935, vingt mille spectateurs ont envahi le Chicago Coliseum pour voir la Transcontinentale de roller derby du « Colonel » Leo Seltzer, une course marathon mythique d’un bout à l’autre du pays qui incorpore à la fois les participants masculins et féminins sur une piste inclinée.
La décision de Seltzer d’utiliser les femmes est une arme à double tranchant pour l’époque, car il garantit un large public féminin à un évènement sportif, mais la présence d’athlètes féminins peut faire passer le roller derby pour un numéro de cirque, donc être considérer comme un sport illégitime. La première course à Chicago a été un énorme succès, mais des engagements ultérieurs à travers le pays n’ont pas été aussi réussie, et toute l’entreprise Seltzer s’achève presque par un accident tragique de bus en 1937, lorsque dix-neuf patineurs d’un groupe de la tournée roller derby et le personnel de soutien ont été tués.
En décembre 1937, le sportif Damon Runyon découvrit ce sport à Miami. Il en fut fasciné et proposa un jeu plus structuré avec plus de contact entre les patineurs et une nouvelle version du roller derby a été créé. Seltzer et sa troupe itinérante de patineurs ont évolué et continue d’avoir une croissance modérée jusqu’au 29 novembre 1948, où le roller derby fut diffusé à la télévision du 69e Régiment d’Arme de New York, a captivé le pays.
Le roller derby a finalement été le grand succès que Leo Seltzer avait toujours envisagé, bien que dans les années suivantes, le sport ait été surexposé à la télévision, le milieu du nouveau média qui l’avait propulsé au devant de la scène.

## La popularité fluctuante du roller derby
Avec la diminution de fréquentation, le roller derby quitte les États-Unis pour une tournée en Europe en 1953, mais revint l’année suivante. Seltzer déplace le siège sur la côte ouest, quelques années avant que la Ligue majeure de baseball fasse de même. Leo n’a jamais perdu sa vision que son sport sera de nouveau adopté par le pays, mais en 1958, il était temps pour son fils Jerry de prendre en charge l’exploitation de l’entreprise familiale. Sous la présidence de Jerry Seltzer, le roller derby, une fois de plus pris de la hauteur, grâce aux émissions télé, mettant en scène les San Francisco Bay Bombers, qui ont été diffusés sur un réseau de 120 chaînes de télévision à travers le pays. Les émissions de roller derby ont battu toute concurrence en termes d’audience.
La tournée nationale de roller derby est devenue un tel succès qu’en 1969, les Bay Bombers vont se subdiviser en une équipe à San Francisco et l’autre à Oakland. Ces deux unités remplissent les salles de sports et autres arénas à travers le pays entre 1969 et 1971, quand une troisième unité fut ajoutée.
Leo Seltzer vécu assez longtemps pour voir son sport une nouvelle fois battre des records de fréquentation dans tout le pays et de devenir la coqueluche de la presse grand public sous la tutelle de son fils Jerry. Toutefois, le roller derby originel eu son dernier coup de patin le 8 décembre 1973, lorsque Jerry vendu l’entreprise familiale.

## Un mariage raté
Du 19 avril 1942 au 11 décembre 1944, Seltzer a été marié à Lois Reynolds Atkins. Celle-ci avait été employée par Seltzer en tant que gestionnaire de sa patinoire Arcadia Roller Rink à Chicago. Quand elle s’est mariée, Lois Atkins a confié la gestion de la patinoire à un parent nommé Phil Hayes, mais elle a continué à tirer un revenu provenant d’une entreprise de concession où elle opérait. Un mois après leur mariage, Seltzer remis le fonctionnement de la patinoire à Atkins et à un partenaire, Fred Morelli. Fin 1943, Seltzer demande à Atkins de transférer sa part de la société, mais elle refuse. En janvier 1944, Leo Seltzer avec l’aide de Phil Hayes découvre le compte de la société Atkins-Morelli. Le partenariat a ensuite été remplacé par celui dans lequel Atkins, Morelli, Seltzer et Sol Morelli avait des intérêts égaux.
En 1950, dans un procès contestant son impôt sur le revenu, Atkins revendique que Seltzer, qui cherche à échapper à l’impôt, ne lui a permis dans le nouveau partenariat d’accepter par écrit, à déposer son salaire dans un compte bancaire conjoint, les deux parties sont communes pour le paiement des frais de subsistance. Elle a demandé le divorce deux mois après la formation du partenariat, et le divorce a été prononcé en décembre.

## La mort, les honneurs et l’espoir
Leo Seltzer décède le 30 janvier 1978. En 2005, lors de la célébration du 70e anniversaire de la première Transcontinentale de roller derby, Seltzer, à titre posthume, est devenu le premier à être intronisé au National Hall of Fame du roller derby à Chicago. Son fils, Jerry encore en vie, a été intronisé cette même célébration.
Leo Seltzer avait toujours voulu que le roller derby soit reconnu comme un sport légitime et pour cela, être présent aux Jeux olympiques. Son fils Jerry a dit récemment qu’avec l’engouement insufflé notamment par l’avènement de la WFTDA, que le roller derby peut maintenant être un sport olympique.